# Prüfstand
Ein Prüfstand ist ein Gerät oder eine Vorrichtung, mit dem ein technischer Gegenstand auf seine Eigenschaften reproduzierbar geprüft werden kann. Zu einem Prüfstand gehört neben der mechanischen Ausführung zur Aufnahme des Prüfgegenstandes auch die entsprechende Sensorik und Steuerung, um die Eigenschaften generieren und Messwerte protokollieren zu können.

## Übersicht

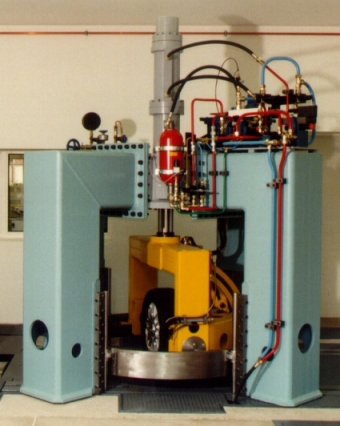
Prüfstand der Fahrwerktechnik, hier wird der Reifen geprüft

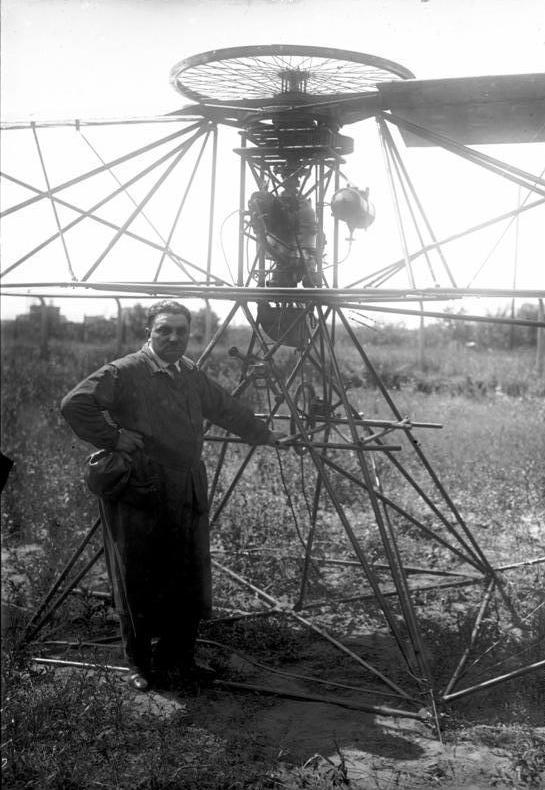
Engelbert Zaschka vor dem Prüfstand seines Trag- und Hubschraubers, Aufnahme aus dem Bundesarchiv, 1927

Es gibt zwei verschiedene Prüfstandstypen je nach Aufgabengebiet:
- Entwicklungsprüfstand
- EoL-Prüfstand (End-of-Line-Prüfstand)

### Entwicklungsprüfstand
Bei Entwicklungsprüfständen können vollautomatisch zuvor im Fahrzeug abgespeicherte Streckenprofile, synthetische Streckenprofile oder auch Stufenversuche (Tabelle mit verschiedenen Laststufen) gefahren werden. Ziel ist es, in kürzester Zeit die Belastung im Fahrzeug oder andere relevante Prüfszenarien am Prüfstand abzufahren.
Entwicklungsprüfstände können wiederum unterteilt werden in:
- Dauerlaufprüfstand (Komponenten werden über einen definierten Zyklus auf Lebensdauer getestet)
- Emissionsprüfstand/Abgasprüfstand (Prüfung eines Verbrennungsmotors auf dessen Abgaswerte bzw. die Einhaltung gesetzlicher Abgasbestimmungen)
- Klimaprüfstand (In der Klimakammer wird das Verhalten des Prüflings bei Hitze und Kälte, ggf. Feuchtigkeit getestet)
- Schwingungsprüfstand/Festigkeitsprüfstand  (Prüfung der mechanischen Festigkeit bei Vibration und anderer mechanischer Belastung)
- Windkanalhöhenprüfstand (Prüfung von Flugzeugtriebwerken)

### EoL-Prüfstand (End-of-Line-Prüfstand)
Hierunter fallen Prüfstände in der Fertigung, die am Ende des Fertigungsprozesses die neu gebauten Prüflinge auf Funktion prüfen. Sie dienen der Qualitätssicherung und haben ihren englischen Namen erhalten, da die Prüfstände räumlich auch meistens direkt am Ende von Montage- oder Fertigungslinien stehen.

#### Zuordnung nach Prüflingen
Neben der Gliederung nach dem Aufgabengebiet werden die Prüfstände noch nach den Prüflingen unterschieden.
- Motorenprüfstand/Leistungsprüfstand (elektrische, hydraulische oder Verbrennungskraftmaschinen werden getestet oder vermessen. Neben den Motorkennwerten wie Drehmoment und Leistung werden weitere Kenngrößen bestimmt und die Einhaltung der spezifizierten Parameter (z. B. Wirkungsgrad) geprüft und ggf. optimiert)

- Getriebeprüfstand: Das Getriebe oder die Hinterachse werden an einer elektrischen Antriebsmaschine (Substituiert den Verbrennungsmotor) und elektr. Radmaschinen (Substituiert die Straße) betrieben. Je nach Antriebsart gibt es 3E-Prüfstände (Hinterachs- oder Vorderachsantrieb) und 5E-Prüfstände (Allradantrieb).

- Fahrzeugprüfstand/Rollenprüfstand (Das gesamte Fahrzeuge läuft auf einer speziellen Antriebsrolle und es werden Fahrzyklen des Fahrzeugs simuliert). Dabei werden die Gesamteigenschaften, also auch die Verluste des Antriebsstranges wie Getriebe, Antriebswelle und Lager mit vermessen. Auf einem Rollenprüfstand werden meist auch die Homologationsprüfungen (Zulassungstests) inklusive Abgasmessungen durchgeführt.

- Aggregateprüfstand (Bremsenprüfstand, Pumpenprüfstand)

- Triebwerksprüfstand (Prüfung von Flugzeugtriebwerken)
- Komponentenprüfstand (Prüfung von Geometrien, tragenden Bauteilen, Strukturkomponenten, Fügestellen)

## Allgemein
Es gibt verschiedene Ausführungen der aufgeführten Typen und sehr oft handelt es sich auch um Kombinationen der verschiedenen Typen. Mit der Ausnahme des Rollenprüfstands ist allen gemeinsam, dass der Prüfling starr mit einer Leistungsbremse (Wasserwirbelbremse, Wirbelstrombremse) oder einem entsprechenden Antrieb verbunden ist. Je nach Bedarf beschleunigt (z. B. arbeitet eine Gleichstrommaschine als Elektromotor) oder bremst (z. B. absorbiert eine Gleichstrommaschine die Motorenergie und arbeitet als Bremse) der Antrieb den Motor, wobei auch fortwährend das Drehmoment, die Drehzahl und weitere Motorparameter gemessen werden. Aus diesen wiederum lässt sich die Motorleistung berechnen.

## Arbeitsweise

### Steuerung
Der Prüfstand wird in aller Regel von einem echtzeitfähigen Computer, auch Automatisierungssystem genannt, gesteuert.
- Dieser gibt dem Regelungssystem die Sollwerte (Drehzahl und/oder das Gegenmoment zur Bremse oder zum Motor und weitere Größen) vor.
- Die resultierenden Größen als Reaktionen des Prüflings (Motor, Getriebe etc.) erhält das Automatisierungssystem von Messsensoren des Prüfstandes (Drehmoment, Drehzahl, Temperatur, Druck, Volumenstrom etc.).
- Der gesamte Drehzahlbereich des betreffenden Prüflings wird auf diese Weise vermessen.
- Die Sollwerte und die Messwerte des Prüflings  werden am Computer graphisch dargestellt und für spätere Auswertungen gespeichert.
- Nahezu alle Charakteristika eines Prüflings können protokolliert und kontrolliert werden.

### Mehrmaschinenregelung (je nach Prüfaufbau)
Dieses hat die Aufgabe die Sollwerte einzuregeln und gibt dann den einzelnen Maschinenreglern deren Sollgrößen vor.
Hierbei müssen die Gesetze der Regelungstechnik in Abhängigkeit vom Prüfaufbau (z. B. Beim Getriebe mit einer Antriebsmaschine und 2 Belastungsmaschinen ist eine entkoppelte Mehrmaschinenregelung erforderlich, damit das mechanische System vom Prüfstand sich auch nahezu identisch wie das mechanische System vom Fahrzeug verhält).

### Maschinenregelung
Die Maschinenregelung bekommt die Sollwerte und wandelt diese in Stellgrößen für elektrische Stellglieder. Dies sind heutzutage meistens IGBTs, die dann als Ausgangsgröße den elektr. Strom den Maschinen zuführen.

### Prüfstandsmaschine
Hierbei handelt es sich meistens um
- Elektromotoren
  - Asynchron (am häufigsten)
  - Synchronmotoren (bei hochdynamischen Prüfständen und solchen mit sehr wenig Platz für die Elektromotoren)
  - Gleichstrommotoren (aufgrund erhöhter Wartung nur noch selten bei neuen Projekten)